# Rabot (mine)
Pour les articles homonymes, voir Rabot (homonymie).
 (janvier 2024).
Si vous disposez d'ouvrages ou d'articles de référence ou si vous connaissez des sites web de qualité traitant du thème abordé ici, merci de compléter l'article en donnant les références utiles à sa vérifiabilité et en les liant à la section « Notes et références ».

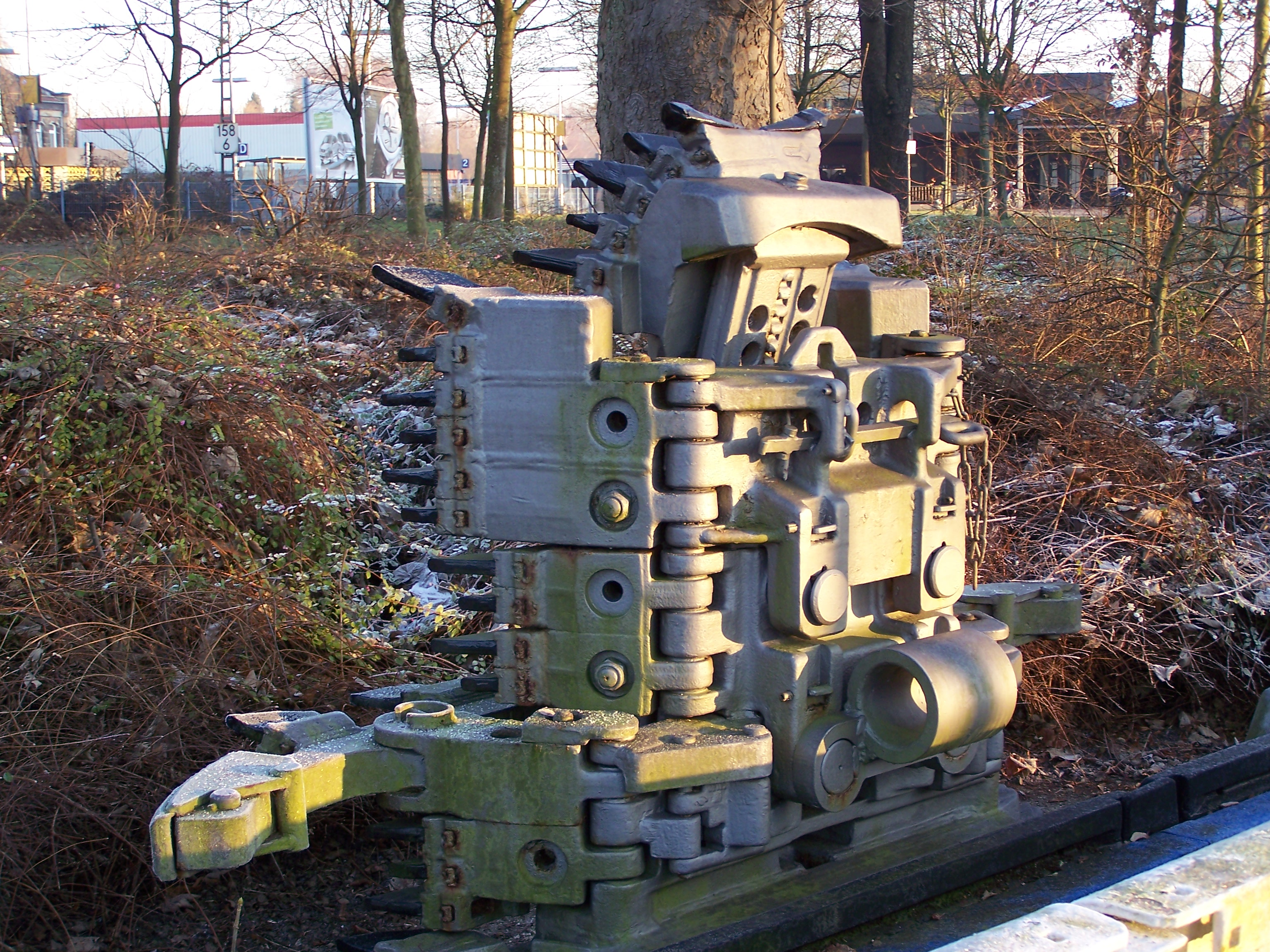
Rabot.

Le rabot est un appareil utilisé pour l'abattage du minerai dans les mines.

## Historique
Cet appareil développé par les mineurs allemands dans les années 1940 est un soc qui attaque la veine de charbon à sa base en s'appuyant sur le convoyeur blindé et tiré par un câble ou une chaine[pas clair].